# قشدة

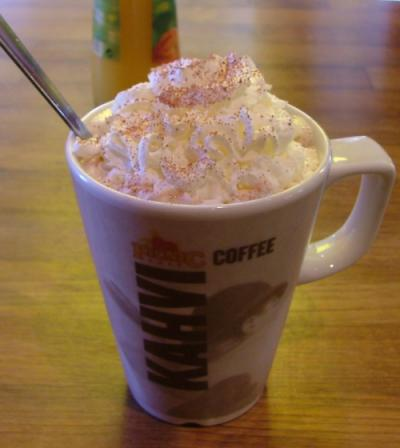
القِشدَة الكثيفة فوق مشروب الشكولاتة

القِشدَة(ملاحظة 1) أو القِشْطَة أو قشطة الحليب هي إحدى منتجات الألبان وهي المادة المتزبدة على سطح الحليب بعد تسخينه تسخيناً هادئاً وجيداً (مدة طويلة) دون غليان، وهناك العديد من الطرق لتحضيره منها المنزلية والصناعية (بكميات كبيرة).
سبب هذه المادة المتزبدة هو الدهون في الحليب التي تكون ذات كثافة قليلة لذا تطفو على سطح الحليب بعد فترة من إبقاء الحليب ساكناً. يتم تعجيل هذه العملية في مصانع الألبان باستخدام أجهزة اسمها «الفواصل» التي تقوم بعملية دوران سريع لقناني الحليب لكي يتم فصل مكونات الحليب حسب الكثافة وبالتالي يتم الحصول على طبقة القِشدَة أو القشطة.
هناك العديد من أنواع القشدة تصنف حسب نسبة الدهون فيها.
تحضّر كريمة القشدة من الحليب، الكريما، التوست والنشا.
تحتوي حصة القشدة (180غ تقريباً) على المعلومات الغذائية التالية:
- السعرات الحرارية: 317
- الدهون: 25
- الدهون المشبعة: 15
- الكوليسترول: 88
- الكاربوهيدرات: 19
- البروتينات: 5

## هوامش
- ملاحظة 1 وتُسمَّى أيضًا: كثأة[2] وقِلْدَة[2] وكُدادة[2].